# Albert Kitson (2e baron Airedale)
Pour les articles homonymes, voir Kitson.
Albert Ernest Kitson, 2e baron Airedale (7 octobre 1863 - 11 mars 1944) est un pair britannique. Il a notamment été administrateur de Midland Bank.

## Famille
Kitson est le fils de l'industriel James Kitson, le fondateur de la Kitson and Company (en), un constructeur de locomotives à Leeds. Il fait ses études à Rugby School et au Trinity College de Cambridge, où il obtient un BA, avant de suivre son père dans l'entreprise familiale.
Le 23 janvier 1890, à la chapelle de Mill Hill à Leeds, Kitson épouse Florence Schunck, la fille du baron Edward von Schunck et de sa femme Kate Lupton,.
Les Kitson ont sept filles.
Le père de Kitson est élevé à la pairie en 1907. Albert Kitson hérite des titres paternels et devient le 2e baron Airedale de Gledhow et le 2e baronnet Kitson, à la mort de son père le 16 mars 1911. En tant que pairs du royaume, les Kitson sont invités au couronnement de George V à l'Abbaye de Westminster le 22 juin 1911.

## Carrière
Kitson est administrateur de la Midland Bank. Il est président des fédérations libérales du Yorkshire et de Leeds. Le Premier ministre Herbert Henry Asquith est son invité à Gledhow Hall en novembre 1913 .
Kitson est président du comité des finances et vice-président de l'Iron and Steel Institute ,.
Comme son père, Lord Airedale est mélomane et soutient le Leeds Triennial Musical Festival ; en 1922, Kitson et sa sœur Hilda, sont les garants du festival ,.
Il possède l'une des plus belles collections de poterie de Leeds du pays.
Lorsque l'épouse du premier ministre, Margaret Lloyd George, visite Leeds en décembre 1920 pour une réception pour les femmes partisanes de la Coalition libérale, elle séjourne à Gledhow Hall .

## Gledhow Hall

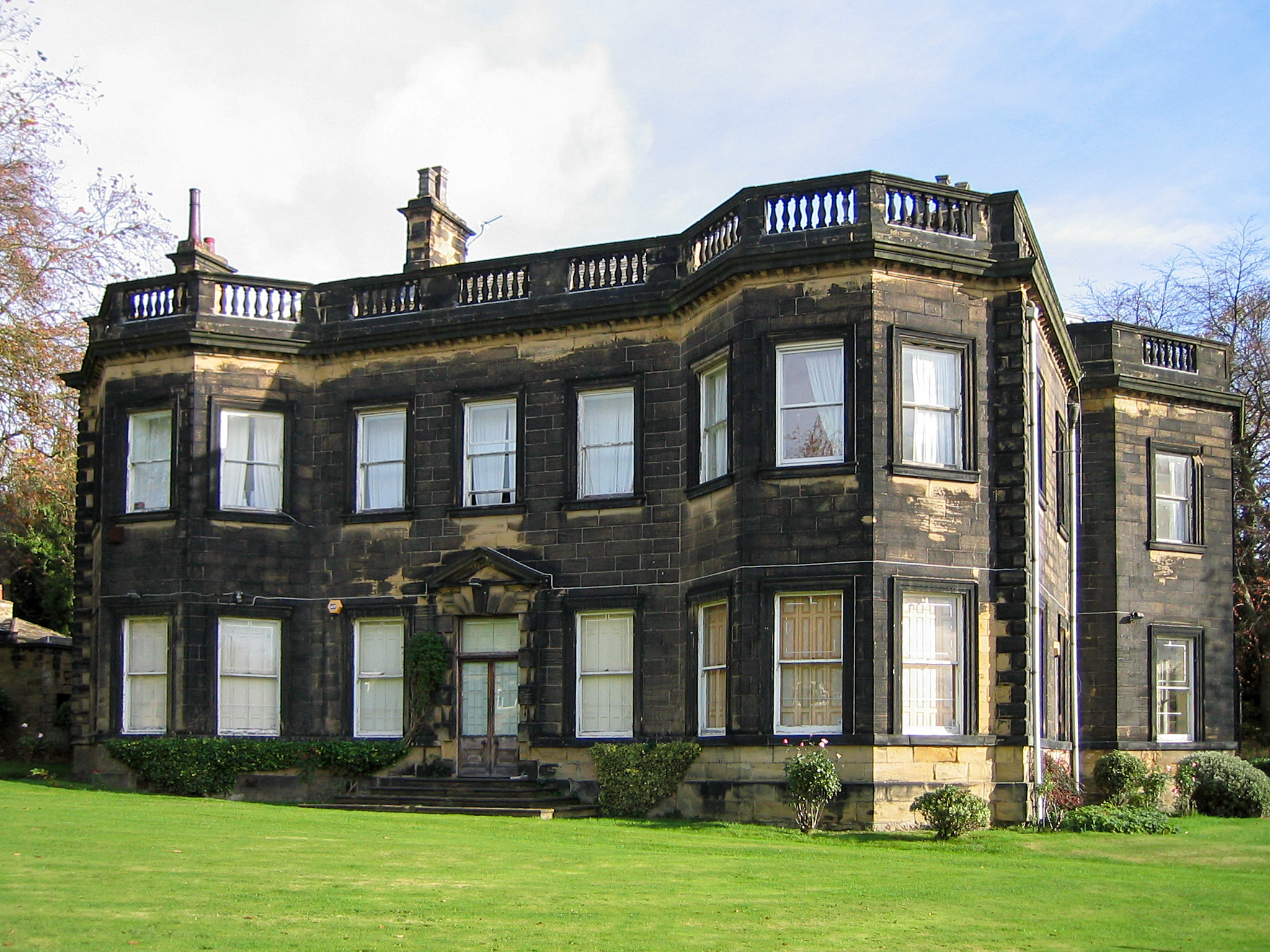
Gledhow Hall

Kitson hérite de Gledhow Hall en 1911. Pendant la Première Guerre mondiale, il transforme le manoir en hôpital du détachement d'aide volontaire. L'hôpital est géré par la Headingley Company du St John Ambulance Voluntary Aid Detachment (VAD). Le 22 mai 1915, 50 patients sont transférés dans la maison, du 2e hôpital général du Nord à Becketts Park. La cousine de Kitson, Edith Cliff, est le commandant et sa fille Doris et sa cousine Olive Middleton sont des infirmières VAD ,. La famille de Kitson garde un intérêt pour les soins infirmiers après la Grande Guerre .
La maison londonienne des Kitson, 3 Cadogan Square, est endommagée par une bombe pendant la Seconde Guerre mondiale et ils déménagent à Stansted dans l'Essex.

## Décès
Albert Kitson est décédé le 11 mars 1944 à Stansted et la baronnie passe à son jeune frère Roland Kitson (3e baron Airedale) (en) . Sa femme est décédée le 8 juillet 1942.